# ويليام التاسع، دوق آكيتاين
ويليام التاسع (بالفرنسية: Guillaume IX de Poitiers) (22 أكتوبر 1071 - 10 فبراير 1127) كان دوق آكيتاين؛ وأيضا لُقب بـ تروبادور هذا لقب استخدم حديثاً منذ القرن التاسع عشر، وإما اللقب المعاصر له كان الأصغر لتمييزه عن والده ويليام الثامن، دوق آكيتاين ووالدته هي هيلدغارد من بورغندي أبنة روبير الأول دوق بورغندي وزوجته الثانية ارمينغارد من أنجو، كان واحداً من قادة الحملة الصليبية في سنة 1101.

## حياته
كانت ولادته سبباً للاحتفال في بلاط الآكيتاني، ولكن الكنيسة اعتبرته غير شرعي بسبب طلاق والده السابق من زوجته الثانية، بحيث اعتبرت والدته الزوجة الثالثة، مما دفع والده للحج إلى روما بعد ولادته مباشرة للحصول موافقة البابا على شرعية زواجه الثالث وأولاده، ولما بلغ الخمسة عشر ورث الدوقية عن والده بعد وفاته.

## الحملة الصليبية 1101
أصرَّ اللومبارديُّون على التوجُّه شرقًا لإنقاذ بوهيموند، فنزل باقي الجيش على رأيهم مُرغمين، واجتاز الجيش الصليبي نهر هاليس إلى بلاد الدانشمنديين، ووصل أفراده إلى مدينة مرزيفون الواقعة في مُنتصف الطريق بين النهر وأماسية، وهُناك تلقَّفهم المُسلمون وأنزلوا بهم هزيمةً كُبرى بحيثُ فقدوا أربعة أخماس الجيش بين قتيلِ وأسير، وفرَّ الباقون ناجين بحياتهم عائدين إلى القُسطنطينيَّة. محت هذه الكارثة التي حلَّت بِالصليبيين الشُهرة التي اكتسبها هؤلاء نتيجة انتصارهم في ضورليم، وزاد من أثرها أنَّها لم تكن الكارثة الأخيرة إذ في الوقت الذي غادر فيه اللومبارديُّون مدينة نيقوميدية وصل إلى القُسطنطينيَّة جيشٌ إفرنجيّ بِقيادة وليم قُمَّس نِيفَارِش (بالفرنسية: Guillaume comte de Nevers) على رأس آلاف الفُرسان والمُشاة.
حرص وليم على اللحاق بِاللومبارديين على وجه السُرعة، فغادر القُسطنطينيَّة إلى نيقوميدية، وعلم فيها أنَّ الجُمُوع الصليبيَّة مضت في طريقها إلى أنقرة، فسار في أثرها دون أن يتمكَّن من الاجتماع معها، فحوَّل طريقه وتوجَّه نحو قونية وضرب الحصار عليها دون أن يتمكن من اقتحامها، فتركها. وفي غُضُون ذلك كان المُسلمون قد فرغوا من القضاء على الجُمُوع اللومبارديَّة، وعلم قلج أرسلان وكمشتكين أحمد بِقُدُوم هذا العدُوِّ الجديد، فسارا على الفور وسبقا الصليبيين إلى مدينة هرقلة، وماإن وصل الصليبيُّون المُنهكون حتَّى انقضَّ عليهم المُسلمون وأبادوهم عن بُكرة أبيهم، ولم ينجُ منهم أحد باسثناء القُمَّس نفسه وستَّة من أتباعه. وخلال هذه الأحداث وصلت الدفعة الأخيرة من تلك الجُمُوع الصليبيَّة إلى القُسطنطينيَّة، وتألَّفت من فرنجة وألمان بِقيادة وليم التاسع وڤولف الأوَّل دوق باڤاريا، وبلغ عدد أفرادها نحو ستين ألف مُقاتل. وسلكت هذه الجماعة الطريق نفسه الذي سلكته سابقتها، وانتهج المُسلمون تجاهها الخطط نفسها التي طبَّقوها من قبل، بِإحراق الغلال وإتلاف المؤن وطمر الآبار. ولمَّا وصلت هذه الجماعة إلى قونية وجدوا المدينة خاوية إذ كانت الحامية السَلْجُوقيَّة قد أخلتها وحملت كُل ما كان فيها من مؤن، وجرَّدت البساتين والحدائق من كُل ما يُمكن أن يُفيد الغُزاة. بناءً على هذا لم يطل مكوث الصليبيين في قونية، وغادروها إلى هرقلة، وماإن وصلوها حتَّى انقضَّ عليهم المُسلمون من الغابات المُحيطة بِالمدينة، فأبادوهم عن آخرهم باستثناء فئة قليلة استطاعت النجاة بِصُعُوبة من بينهم وليم التاسع وڤولف الأوَّل.

## الزواج والذرية
يعتقد أنه كان متزوج من إرمنغارد أبنة فولك الرابع كونت أنجو في 1088؛ ومع ذلك مخرجات هذه المصادر غير واضحة تماماً.
في 1094 تزوج من فيليبا من تولوز أبنة ووريثة ويليام الرابع، كونت تولوز؛ وأنجبت له أبنين وخمسة بنات، منهم:-
- ويليام العاشر، دوق آكيتاين (1137-1099)؛ هو والد إليانور دي آكيتاين.
- أغنيس، ملكة أراغون (حوالي.1105-1159)؛ تزوجت من راميرو الثاني ملك أراغون،[7] وهي والدة بيترونيلا ملكة أراغون.
- ريموند الثاني أمير أنطاكية (حوالي.1115-1149)؛[8] من خلال زواجه كونستانس دي هوتفيل أصبح أمير أنطاكية.

## روابط خارجية
- ويليام التاسع، دوق آكيتاين على موقع الموسوعة البريطانية (الإنجليزية)
- ويليام التاسع، دوق آكيتاين على موقع ميوزك برينز (الإنجليزية)
- ويليام التاسع، دوق آكيتاين على موقع أول ميوزيك (الإنجليزية)
- ويليام التاسع، دوق آكيتاين على موقع ديسكوغز (الإنجليزية)